# Esqueletos (película)
Esqueletos (título original: Skeletons) es un telefilme estadounidense de drama, terror y crimen de 1997, dirigido por David DeCoteau, escrito por Joshua Michael Stern, musicalizado por John Massari, en la fotografía estuvo Thomas L. Callaway y los protagonistas son Ron Silver, Christopher Plummer y Dee Wallace, entre otros. Este largometraje fue realizado por Hit Entertainment, HBO y Warner Bros.; se estrenó el 4 de abril de 1997.

## Sinopsis
Un periodista, ganador de un Pulitzer, sufre un ataque al corazón y se muda con su familia de Nueva York a un pequeño pueblo en Maine. Todo marcha bien allí, hasta que investiga a un hombre detenido por matar a su novio.